# Радужница окаймлённая
Радужница окаймлённая (лат. Donacia marginata) — вид жуков-листоедов из подсемейства радужниц. Распространён в Европе, на Кавказе, Малой Азии, на Ближнем Востоке, Марокко, на юге Западной Сибири, в Иране, Казахстане и Центральной Азии (Таджикистане, Узбекистане).

## Описание
Имаго длиной 8—11 мм. Тело тёмно-бронзовое с зеленоватым, медным или золотистым отливом. На восьмом и девятом промежутках надкрылий имеется обычно узкая пурпурная продольная полоска. Нижняя сторона тела в беловатых волосках. Данный вид характеризуется следующим признаками:
- первый промежуток надкрылий в поперечных морщинках;
- точечные ряды на надкрыльях к вершине почти исчезают.

Личинки длиной 8—16 мм, белые с рыжеватой головой и ногами. Тело немного С-образно изогнутое. Ноги трёхчлениковые, на каждой с один коготком.

## Экология
Обитают на берегах стоячих водоёмов и медленно текущих рек. Кормятся на листьях осоки, сыти, ежеголовника всплывающего и ириса ложноирисового. Жуки прогрызают небольшую ямку в листе, которую продольно листу расширяют, иногда немного уходя вбок и пересекая жилки. В проделанных прогрызах могут быть сквозные отверстия.